# Copris amyntor
Copris amyntor là một loài bọ cánh cứng trong họ Bọ hung (Scarabaeidae).